# Pneumotachographe
 (juin 2016).
Si vous disposez d'ouvrages ou d'articles de référence ou si vous connaissez des sites web de qualité traitant du thème abordé ici, merci de compléter l'article en donnant les références utiles à sa vérifiabilité et en les liant à la section « Notes et références ».
Un pneumotachographe est un appareil qui mesure le débit de gaz instantané à la bouche.
Le pneumotachographe a détrôné le spiromètre car :
- Le spiromètre fonctionne en circuit fermé. Il doit être compensé en oxygène et en dioxyde de carbone ;
- Le pneumotachographe fonctionne en circuit ouvert et pose peu de problèmes d’hygiène. Les signaux se prêtent à l’automatisation directe.